# نويدة كونية
النويدات الكونية (أو النظائر الكونية) هي نويدات (نظائر) نادرة تتشكل عندما تتفاعل الأشعة الكونية مع نواة الذرة في موضعها الأصلي في المجموعة الشمسية، فتتحرر بذلك النكلونات (البروتونات والنيوترونات) من الذرة (انظر تشظية الأشعة الكونية). وتُنتج هذه النظائر من مواد موجودة حتى على سطح الأرض، كالصخور أو التربة، وهي موجودة أيضاً في الغلاف الجوي للأرض أو الأجسام الفضائية كالأحجار النيزكية.
استطاع العلماء الحصول على فكرة حول نطاق واسع من العمليات الجيولوجية والفلكية، وذلك عن طريق قياس هذه النظائر الكونية. فهناك نظائرٌ مشعة وأخرى مستقرة، ومن هذه النظائر: التريتيوم والكربون 14 والفوسفور 32.
يُعتقد أن بعض النويدات البدائية –أي بعض نظائر الليثيوم والبيريليوم والبورون (البور) –الخفيفة (أي ذات العدد الذري المنخفض) ظهرت عند حدوث الانفجار الكوني، بل ربما تشكلت بعد حدوث هذا الانفجار وقبل تكاثف النظام الشمسي، وذلك بعملية تدعى تشظية الأشعة الكونية، وأثر هذه العملية على الغبار والغاز النجميين. وهو ما يفسر وفرة هذه العناصر في الأشعة الكونية مقارنة مع نسبة تواجدها وتواجد النويدات الأخرى على الأرض. ويفسر ذلك أيضاً الوفرة المفرطة للفلزات الانتقالية الأولى والتي تسبق الحديد في الجدول الدوري، أي أدت تشظية الأشعة الكونية للحديد إلى تشكل السكانديوم من الكروم، وتشكل الهليوم من البور.
لكن التعريف الاعتباطي لتشكل النويدات (في مواضعها الأصلية في النظام الشمسي، أي أنها داخل النظام الشمسي وجزء مركب منه) يتعارض مع حقيقة وجود النويدات البدائية المتشكلة من تشظية الأشعة الكونية قبل تشكل النظام الشمسي، وبالتالي يتعارض مع اصطلاح “نويدات كونية” –بالرغم من تشابه آلية تشكل كل من هذه النويدات. وتستمر هذه النويدات بالوصول إلى الأرض عن طريق الأشعة الكونية حتى ولو بكميات قليلة، كما تتشكل أيضاً في النيازك والغلاف الجوي للأرض. لكن البيريليوم (وتحديداً البيريليوم 9 المستقر) موجود بشكل بدائي في النظام الشمسي وبكميات هائلة، وذلك لأنه وُجد قبل تكاثف النظام الشمسي، لذا سيكون بلا شك موجوداً في المواد التي تشكل منها النظام الشمسي.
وبصياغة أخرى، يحدد زمن التشكل هذا المجموعتين الفرعيتين للنويدات الناتجة عن تشظية الأشعة الكونية، ويحدد بالتالي الاصطلاح الصحيح لهذه النويدات (بدائية أو كونية)، فلا يمكن تصنيف النويدات ضمن هذين الفرعين معاً. واتفق لاحقاً على اعتبار بعض النويدات المستقرة لليثيوم والبيريليوم والبور أنها نتاج تشظية الأشعة الكونية في مرحلة زمنية تقع بين الانفجار العظيم وتشكل النظام الشمسي، أي أن هذه النويدات هي نويدات بدائية حسب التعريف، ولا يمكننا تصنيفها على أنها نويدات كونية حتى لو تشكلت بنفس الطريقة، فالمرجع هنا هو الفترة الزمنية التي تشكلت فيها هذه النويدات. وكما قلنا سابقاً، يعد النويد البدائي البيريليوم 9 مثالاً عن هذه النويدات البدائية، والبيريليوم 9 هو النظير المستقر الوحيد للبيريليوم.
وفي المقابل، تندرج بعض النظائر المشعة للبيريليوم، كالبيريليوم 7 والبيريليوم 10، ضمن قائمة العناصر الخفيفة الثلاث (الليثيوم والبيريليوم والبور)، وتشكلت أيضاً بعملية تخليق نووي عن طريق تشظية الأشعة الكونية، لكن عمر النصف لهذه النويدات قصير جداً، ولا يسمح لها بأن تتشكل قبل تكاثف النظام الشمسي، لذا لا يمكننا على الإطلاق تصنيفها ضمن النويدات البدائية. وباعتبار أن تشظية الأشعة الكونية هي الطريقة الوحيدة لتشكل البيريليوم 7 والبيريليوم 10 بشكل طبيعي، فهذه النويدات هي نويدات كونية بلا شك.